# 静岡県道312号中野子安線
静岡県道312号中野子安線（しずおかけんどう312ごう なかのこやすせん）は、静岡県浜松市中央区中野町から同区子安町に至る一般県道である。

## 概要
江戸時代の東海道とほぼ一致し、わずかながら松並木が残っている。また、全線に亘って旧国道1号であり、「旧国道」または「旧国（きゅうこく）」という通称で呼ばれる。これは、1960年代に起点から東へ繋がる天竜川橋のすぐ北側に新天竜川橋を新設し、それに伴って国道1号の路線が磐田市（当時は磐田郡豊田村、1973年より豊田町）小立野～浜松市中央区子安町の区間が新天竜川橋とその周辺の新道へ移行したことによる（その新道区間も浜松バイパス開通後は国道152号に移行された）。

### 路線データ
- 陸上距離：4km
- 起点：浜松市中央区中野町（静岡県道261号磐田細江線・静岡県道313号笠井飯田線交点）
- 終点：浜松市中央区子安町（国道152号交点 = 子安交差点）

## 別名
- 旧東海道（浜松市）

## 地理

### 通過する自治体
- 静岡県
  - 浜松市（中央区）

### 交差する道路
- 静岡県道261号磐田細江線・静岡県道313号笠井飯田線（起点・中央区中野町）
- 静岡県道314号中野市野線（中央区安新町 安新町交差点）
- 国道1号（中央区薬師町）
- 静岡県道296号熊小松天竜川停車場線（中央区天龍川町 天龍川駅入口交差点）
- 静岡県道315号五島天竜川停車場線（中央区天龍川町 天龍川町西交差点）
- 国道152号（終点・中央区子安町/植松町 子安交差点）

### 沿線
- 浜松市立中ノ町小学校（中央区中野町）
- 浜松市立和田小学校（中央区薬師町）
- 浜松アリーナ（中央区和田町）